# Litophyton rigidum
Litophyton rigidum är en korallart som beskrevs av S.F. Light. Litophyton rigidum ingår i släktet Litophyton och familjen Nephtheidae. Inga underarter finns listade i Catalogue of Life.